# Sascha Hellinger
Jan-Sascha Hellinger, kurz Sascha Hellinger (* 27. Januar 1995 in Stuttgart) ist ein deutscher Webvideoproduzent, Livestreamer, der durch Comedyvideos auf seinem YouTube-Kanal unsympathischTV bekannt wurde. Gemeinsam mit Jens Knossalla, Sido und Manny Marc stellte er bei mehrtägigen Livestream-Events Zuschauerrekorde innerhalb der Livestream-Plattform Twitch im deutschsprachigen Raum auf und erzielte darüber hinaus als Teil des Quartetts eine Platzierung in den deutschen Singlecharts.

## Leben
Sascha Hellinger besuchte als weiterführende Schule zunächst eine Realschule, wechselte im fünften Jahrgang kurzfristig für ein Jahr auf eine Hauptschule und anschließend später auf das Gymnasium IT-Schule in Vaihingen. Dort lernte er seinen Freund und heutigen Geschäftspartner Nicolas Lazaridis kennen.
Auf seinem im September 2014 erstellten YouTube-Hauptkanal lädt Hellinger Comedyvideos hoch, wobei er verschiedene Formate bedient. Die Videos erreichen für gewöhnlich innerhalb weniger Tage mehr als eine Million Aufrufe. Sein Kanal hat mit Stand Februar 2022 mehr als 2,7 Millionen Abonnenten und verzeichnete über 620 Millionen Videoaufrufe. Neben seinem Hauptkanal führt Hellinger den Zweitkanal Sascha Hellinger, auf dem er unter anderem Vlogs hochlädt. Auch auf dem Livestream-Plattform Twitch streamt er regelmäßig, dort hat Hellinger über 1.000.000 Follower.
Vom 16. bis 19. Juli 2020 war Hellinger Teil eines 72-stündigen Livestreams auf dem Twitch-Kanal von Jens Knossalla. Am sogenannten „Angelcamp“ nahe Brandenburg an der Havel waren außer ihm und Knossalla noch Sido und Manny Marc sowie diverse Gäste beteiligt. Am ersten Tag knackte der Stream mit zeitweise rund 220.000 gleichzeitigen Zuschauern den deutschen Zuschauerrekord auf Twitch, der am Abend des dritten Tages auf über 300.000 parallele Zuschauer ausgebaut wurde. Ein weiteres zweitägiges Livestream-Event fand in der gleichen vierköpfigen Besetzung unter dem Namen „Horrorcamp“ vom 30. Oktober bis 1. November 2020 im Hotel Waldlust statt. Das Quartett veröffentlichte vor Start des Camps die Single Keine Angst (Horrorcamp Song), die eine Woche auf Platz 73 der deutschen Singlecharts lag. Der deutsche Zuschauerrekord wurde bei diesem Event ein weiteres Mal gebrochen: zeitweise über 330.000 parallele Zuschauer wurden erreicht.

## Diskografie
Singles

| Jahr | Titel Album                     | Höchstplatzierung, Gesamtwochen, AuszeichnungChartplatzierungen (Jahr, Titel, Album, Platzierungen, Wochen, Auszeichnungen, Anmerkungen) | Höchstplatzierung, Gesamtwochen, AuszeichnungChartplatzierungen (Jahr, Titel, Album, Platzierungen, Wochen, Auszeichnungen, Anmerkungen) | Höchstplatzierung, Gesamtwochen, AuszeichnungChartplatzierungen (Jahr, Titel, Album, Platzierungen, Wochen, Auszeichnungen, Anmerkungen) | Anmerkungen                                                          |
| Jahr | Titel Album                     | DE | AT | CH | Anmerkungen                                                          |
| ---- | ------------------------------- | --- | --- | --- | -------------------------------------------------------------------- |
| 2020 | Keine Angst (Horrorcamp Song) – | DE73 (1 Wo.)DE | — | — | Erstveröffentlichung: 30. Oktober 2020 mit Knossi, Sido & Manny Marc |

Weitere Veröffentlichungen:
- 2020: Heiligenschein (mit Knossi, Sido & Manny Marc)
- 2020: TAUSEND
- 2021: Weggefährten (mit Knossi, Sido & Manny Marc)
- 2021: Angelcamp (mit Knossi, Sido & Manny Marc)

## Sonstiges
Seit Anfang 2024 nimmt Sascha Hellinger zusammen mit Montana Black als Teammanager der Gönrgy Allstars an der Baller League teil. Dabei belegten sie in der ersten Season den elften Platz.
Zudem veröffentlicht er seit Anfang 2024 alle zwei Wochen eine Folge des Podcasts „Geheimratseck“ mit Inscope21.